# Борщи (Брестская область)
Борщи́ (бел. Баршчы, полес. Боршчі) — деревня в Кобринском районе Брестской области Белоруссии. Входит в состав Буховичского сельсовета.
По данным на 1 января 2016 года население составило 5 человек в 2 домохозяйствах.

## География
Деревня расположена на южном берегу реки Дахловка, в 23 км к северо-западу от города и станции Кобрин и в 68 км к востоку от Бреста.
На 2012 год площадь населённого пункта составила 0,2 км² (20 га).

## История
Населённый пункт известен с 1795 года. В разное время население составляло:
- 1999 год: 9 хозяйств, 19 человек;
- 2005 год: 6 хозяйств, 14 человек;
- 2009 год: 11 человек;
- 2016 год[2]: 2 хозяйства, 5 человек;
- 2019 год[1]: 9 человек.